# Killa Hakan

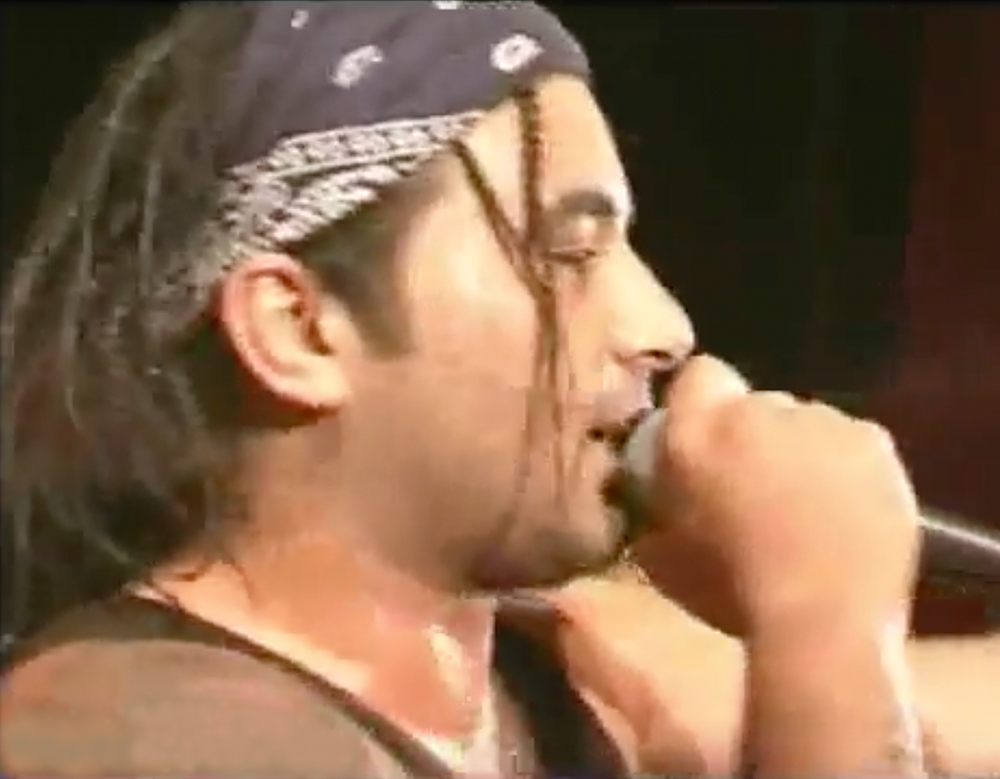
Killa Hakan (2016)

Killa Hakan (* 13. März 1973 in Berlin als Hakan Durmuş) ist ein deutsch-türkischer Rapper.

## Leben und Karriere
Durmuş wurde als Sohn von türkischen Gastarbeitern in Berlin-Kreuzberg geboren, wo er auch seine Kindheit verbrachte. Sein Vater Ali Rıza Durmuş war, bis zur Geburt von Hakan, Ringer im türkischen Nationalsport Öl-Ringkampf und konnte sechsmal in Folge türkischer Meister werden.
Als Jugendlicher überfiel Hakan einen Juwelier, war Mitglied bei den 36 Boys und wurde wegen bewaffnetem Raubüberfalls verurteilt. Er verbüßte eine vierjährige Haftstrafe. Im Gefängnis begann er Texte zu schreiben. Nach seiner Entlassung stieg er Anfang der 1990er Jahre in das Rap-Projekt Islamic Force des Gang-Kollegen Boe B ein. Nach Auflösung der Band arbeitete Killa Hakan als Solokünstler.
2002 veröffentlichte er sein erstes Soloalbum Çakallar. 2003 erschien Rapüstad, ein türkisch- und teilweise deutschsprachiges Album der Rapper Killa Hakan und Fuat, bei dem auch seine Rapkollegen Ceza, Kool Savas, Tone und andere mitwirkten.
2005 erschien das von Bekir Karaoglan produzierte Soloalbum Semt Semt Sokak.
2007 veröffentlichte Hakan sein fünftes Studioalbum Kreuzberg City. Darauf sind Gastparts von unter anderem Eko Fresh, Tone, Samy Deluxe, Olli Banjo, Jonesmann und Kool Savas zu finden. Das erste Video zu diesem Album wurde zum Track Herşey Yolunda gedreht. Auf dem Musikstück sind der Rapper Eko Fresh und der Sänger Ayaz Kapli zu hören. Das zweite Video ist dem Titel Rap Game, bei dem Ceza und Gekko mitwirken, zuzuordnen.
Im Dezember 2008 veröffentlichte Killa Hakan sein sechstes Album Bomba Plak mit Ceza. Auf dem Album sind nur zwei Solo-Tracks zu hören. Die restlichen Lieder im Album rappen Killa Hakan und Ceza gemeinsam. Im November 2009 erschien sein siebtes Album Volume Maximum, auf dem Rapper wie Sido, Eko Fresh, Ceza und Alpa Gun mit Gastbeiträgen vertreten sind.

## Diskografie

### Alben
- 2002: Çakallar
- 2005: Semt Semt Sokak
- 2007: Kreuzberg City
- 2009: Volume Maximum
- 2012: Orijinal
- 2014: Son Mohakan
- 2018: Killa Hakan
- 2019: Fight Kulüp

### Kollaborationen
- 2003: Rapüstad (mit Fuat)
- 2008: Bomba Plak (mit Ceza)

### Singles (Auswahl)
- 2019: İlk Kural Saygı (mit Ezhel & Gringo)
- 2019: Fight Kulüp (mit Ceza, Ben Fero & Ezhel)
- 2020: Fight Kulüp 2 (mit Ceza, Summer Cem, Massaka, Anıl Piyancı, Contra & Khontkar)